# Astraios (Titan)

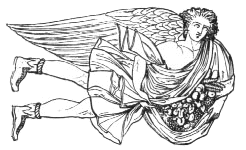
Astraios aus Dr. Vollmer’s Wörterbuch der Mythologie aller Völker

Astraios (altgriechisch Ἀστραῖος Astraíos; latinisiert Astraeus) ist eine Figur der griechischen Mythologie. Astraios ist ein Titan und der Gott der Abenddämmerung.
In Hesiods Theogonie und in der Bibliotheke des Apollodor ist Astraios der Sohn der Göttin Eurybia und des Titans Kreios und damit Bruder der Titanen Pallas und Perses. Als Sohn des Kreios ist er auch selbst ein Titan. Mit seiner Gattin Eos, der Göttin der Morgenröte, zeugte er nach griechischer Vorstellung die vier Windgottheiten, die Anemoi. Diese sind Boreas (Nordwind), Euros (Südostwind), Zephyros (Westwind) und Notos (Südwind). Außerdem zeugte er den Morgenstern (Heosphoros) und weitere Sterne (Astra). Bei Aratos von Soloi erscheint er auch noch als Vater der Astraia, des Sternbilds der Jungfrau.
Bei Hyginus wird Astraios nicht als Titan, sondern als einer der Giganten bezeichnet, also als Sohn des Tartaros und der Ge. Bei Ovid werden die Winde zwar als Astraei fratres, als „Brüder des Astraios“ bezeichnet, dies muss aber nicht wörtlich gemeint sein. Bei Homer tritt ein Aiolos als Herrscher über die Winde auf; er scheint hier eine ähnliche Funktion zu erfüllen wie Astraios in anderen Versionen des Mythos.